# Babyløn
Babyløn (Babylon) je česká hardrocková skupina, která vznikla v roce 2011 a působí v Brně. Původním zakládajícím členem je Jiří Pavlačka. Součástí pětičlenné formace jsou dále Pavel Jančík, David Pečinka, Radim Brdečko a Jan Široký.
Babyløn je hudební skupina dříve známá jako the MORIBUNDUS (2011–2016).
Posledním počinem kapely je video singl „Svítá“ (2023), do kterého si kapela jako hosta přizvala zpěvačku Andreu Leovou aka Simbu.

## Historie

### Založení kapely
První hudební kroky kapely sahají do listopadu roku 2011, kdy se tři spolužáci gymnázia (Ondřej Kunovský, Jiří Pavlačka a Matouš Vrbík) rozhodli založit hudební projekty. Tou dobou se jednalo především o hraní převzatých písní pro zábavu.
Vůbec první veřejné vystoupení proběhlo 16. listopadu 2011. Toto datum je rovněž považováno jako oficiální den vzniku kapely.

### Kompletní sestava
Koncertů začalo postupem času přibývat, a proto se kapela rozhodla začít tvořit vlastní autorské skladby. S touto myšlenkou se však neztotožňovali všichni členové, a proto se Ondřej Kunovský rozhodl kapelu opustit. Začátkem roku 2012 se tedy kapela rozrostla o dva nové členy. Kytarista David Pečinka a Pavel Jančík, jako baskytarista.

### Formování kapely v průběhu let
V tomto seskupení kapela vystupovala více než pět let. V roce 2017 však přišel pro kapelu zlomový bod, kdy ji opustil frontman Matouš Vrbík. Před kapelou tak bylo těžké rozhodnutí, jak pokračovat dále.
Na pozici frontmana nastoupil tehdejší bubeník Jiří Pavlačka a kapela tedy nabrala nové členy, kterými byli bubeník Michal Mikulica aka Mickey a sólový kytarista Jakub Timčo. V této sestavě kapela fungovala necelé dva roky do doby, kdy odešel bubeník Mickey. Na jeho místo nastoupil slovenský rodák Patrik Árendás.
Na přelomu roků 2021 a 2022 se rozešly cesty bubeníka Patrika a zbytku kapely. Patrik tou dobou působil ve vícero hudebních projektech a za kapelou do Brna dojížděl z Kroměříže. Koncerty kapel se čím dál více kryly a bylo velmi obtížné takto dále spolupracovat. Po jeho odchodu na místo bubeníka nastoupil Jan Široký, bubeník kapely Cross the Maze.
Koncem roku 2022 se jako další rozhodl odejít z kapely baskytarista Pavel Jančík. Toto byly pro kapelu opravdu těžké momenty, protože Pavel v kapele působil více než deset let. Místo baskytaristy převzal Radim Brdečko. V létě 2023 odchází z kapely sólový kytarista Jakub, kterého životní cesta odvedla pryč z Brna, a tudíž bylo těžké organizovat jakékoliv další společně dění a fungování kapely. Jako dočasný záskok na místo sólového kytaristy nastoupil bývalý baskytarista Pavel Jančík, který se po několika odehraných koncertech rozhodl do kapely vrátit a vyplnit tak prázdné místo.

## Členové

### Současní členové
- Jiří Pavlačka – zpěv
- Pavel Jančík – sólová kytara
- David Pečinka – doprovodná kytara, vokály
- Radim Brdečko – basová kytara
- Jan Široký – bicí

### Dřívější členové
- Jakub Timčo – sólová kytara, vokály
- Patrik Árendás – bicí
- Michal Mikulica – bicí
- Matouš Vrbík – kytara, zpěv
- Ondřej Kunovský – kytara, zpěv

## Diskografie

### Studiová alba
- SměSKA (2014 – the MORIBUNDUS)
- Porta Caeli (2018)

### EP
- Zlatý časy (2012 – the MORIBUNDUS)
- Mezi dvěma světy (2015 – the MORIBUNDUS)
- Live Sessiøn (2019)

### Singly
- Black and White (2014 – the MORIBUNDUS)
- Stejná jako já (2015 – the MORIBUNDUS)
- Proč. (acoustic) (2019)
- Z plných plic (2019)
- Římská (2020)
- Salieri (2021)
- Umírá svět (2022)
- Svítá feat. Simba (2023)